# Arrondissement Sarlat-la-Canéda
Arrondissement Sarlat-la-Canéda je francouzský arrondissement ležící v departementu Dordogne v regionu Akvitánie. Člení se dále na 10 kantonů a 122 obcí.

## Kantony
- Belvès
- Le Bugue
- Carlux
- Domme
- Montignac
- Saint-Cyprien
- Salignac-Eyvigues
- Sarlat-la-Canéda
- Terrasson-Lavilledieu
- Villefranche-du-Périgord